# 新唐科技
新唐科技股份有限公司（Nuvoton Technology Corp.）是台灣新竹科學工業園區一家半導體公司，2008年7月1日自華邦電子分割邏輯IC產品線後成立，為華邦電子主要持股的關係企業，擁有一座六吋晶圓廠生產自有品牌IC及提供晶圓代工服務。2010年1月股票登錄興櫃，2010年5月申請股票上市。

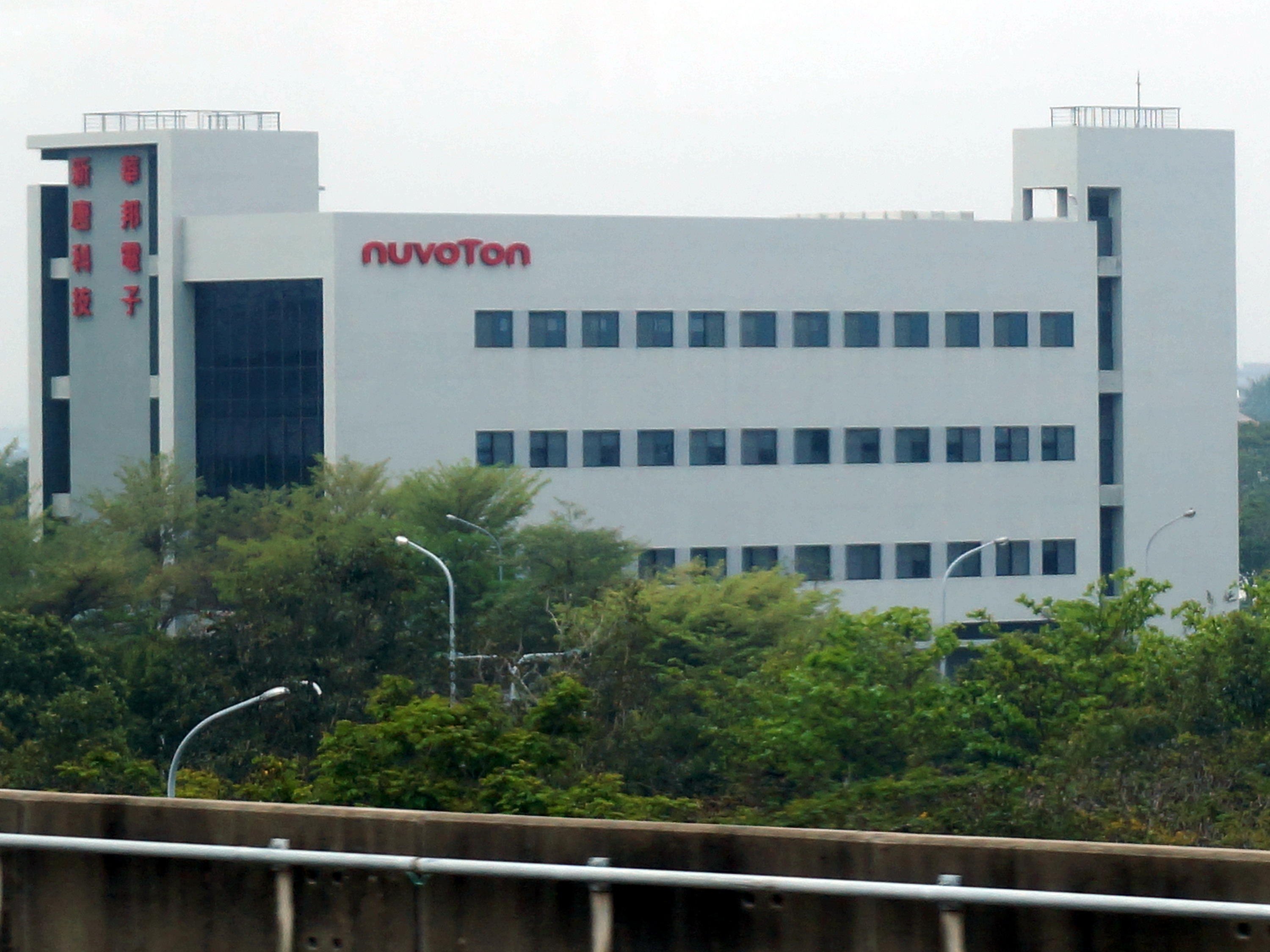
新唐科技台南辦事處

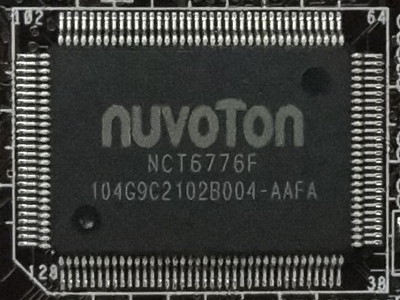
新唐科技Super I/O晶片NCT6776F

新唐科技主要產品線為微控制器應用IC、音頻應用IC（Audio IC）、雲端運算IC、晶圓代工服務。

## 沿革
2008年，華邦電子邏輯IC事業部獨立為新唐科技。
2010年，新唐科技在台灣證券交易所股票上市。
2019年11月28日，新唐科技與日本松下電器完成合約簽署，新唐科技將以現金收購松下半導體（Panasonic Semiconductor Solutions），雙方預計於2020年6月完成交割。目前松下半導體旗下共有6吋與8吋晶圓廠各一座，再加上相關專利技術，以及松下電器與高塔半導體合資的高塔松下半導體（TowerJazz Panasonic Semiconductor）未來都將納入新唐。
2020年9月1日，新唐科技宣布完成收購松下半導體，松下半導體更名為新唐科技日本（Nuvoton Technology Corporation Japan）。

## 外部連結
- 新唐科技 （页面存档备份，存于） （英文）

## 延伸閱讀
- ARM架構